# Lejontämjaren
Lejontämjaren är en svensk dramafilm som hade biopremiär i Sverige den 7 februari 2003, i regi av Manne Lindwall.

## Handling
Simon bor tillsammans med sin mamma Karin. Han brukar dagdrömma om att han är lejontämjare och att han med hjälp av sitt lejon ska skrämma bort Alex. Alex, som kallas Kobran, är hans plågoande i skolan. En natt ser Simon en naken man med kalsonger på huvudet i badrummet och han hör hur hans mamma fnittrar i bakgrunden.
På morgonen talar mamman om för Simon att hon har haft en vän hemma på natten. I skolan berättar Simon för sin kompis Tove att hans mamma vill att han ska träffa kalsongmannen, som egentligen heter Björn. Alex slår sig samtidigt ner hos dem och beordrar Simon att hämta mjölk, och samtidigt som han gör det spottar han i Simons mat. De andra killarna flinar. Dock blir Tove arg och slänger ett glas mjölk i ansiktet på Alex. Därefter flyr de in på den tomma rektorsexpeditionen.
Tove vill att han ska berätta om det för sin mamma men han avfärdar det och hon lovar att inte säga något om det. Simon tror nämligen att det blir värre ifall han berättar det. När han går hem blir han stoppad av Alex som slår ner honom. Hemma hos Simon är Björn och äter middag med hans mamma och konversationen vid matbordet går trögt. Björn berättar att han har en son som heter Alex men Simon känner inte till hans plågoandes egentliga namn - han känner bara till honom som Kobran.
Simon tycker Björn fånar sig och går in till sitt rum. Väggarna i rummet är fyllda av lejonaffischer, men Björn följer efter och berättar för Simon att han har sett lejon på riktigt i Afrika, vilket får Simon att mjukna upp och frågar Björn om han är bra på ”skydd”. Björn svarar att han inte kan skydda mot lejon men mot allt annat, vilket får Simon att le. Simon får reda på att Björn och Alex ska äta med dem när Simons mamma dukar fram till middag för fyra personer. När sedan Björn och Alex kommer in inser Simon att Kobran och Alex är samma person. Alex följer emellertid efter honom och är först vänlig men sedan blir otrevlig och kastar sig över Simon. Simon lovar att se till att det inte blir något mellan Björn och Simons mamma Karin. När Simon kommer till skolan skriver han och Tove ett brev där Karin gör slut med Björn, där texten är hämtad från en kärleksroman.

## Rollista
- Eric Lager – Simon
- Lisa Lindgren – Karin
- Magnus Krepper – Björn
- Linus Nord – Alex "Kobran"
- Ebba Wickman – Tove
- Irma Erixson – Mormor
- Mirja Turestedt – Anna
- André Holmdahl – Danne
- Adin Jasarevic – Peter

## Om filmen
Inspelningen ägde rum hösten 2001 i Trollhättan och Vänersborg och producerades av Joakim Hansson, Johan Fälemark, Peter Hiltunen och Peter Possne. Den fotades av Håkan Holmberg och klipptes av Darek Hodor. Filmen hade premiär den 2003 2003 på flera olika platser runt om i Sverige. Den 26 november samma år utkom den på DVD och samma år utkom den även på VHS. Den har därefter visats flera gånger av Sveriges Television.
Filmen har belönats med flera priser. 2003 fick den ett hedersomnämnande av barnjuryn vid en filmfestival i Lübeck. 2004 fick den pris vid International Film Festival for Children and Young People i Argentina och en Golden Slipper för bästa långfilm för barn vid International Film Festival for Children and Youth i Zlín.

## Musikstycken
Filmen innehöll originalmusik komponerad av Bengt Nilsson och Alex Svenson-Metés. I övrigt användes följande låtar:
- "Hovmästarsoppa" (text, musik och framförd av Bernt Staf)
- "Move Along" (text och musik Masayah Sseruwagi, Omar Lyefook och Matthew, framförd av Masayah)
- "Jag drar" (text och musik Timbuktu och Breakmecanix, framförd av Timbuktu)
- "Rakt in i hjärtat" (text och musik B. Larsson, framförd av Arvingarna)
- "Bad Dream" (text, musik och framförd av Yvonne)
- "Why" (text och musik Oskar Skarp och Masayah Sseruwagi, framförd av Masayah
- "Search" (text och musik Christian Kjellvander, Anders Tingsek, Magnus Melliander och Johan Hansson, framförd av Loosegoats)

### Fotnoter
1. ↑  Aftonbladet, Schibsted, 14 februari 2003, läs online, läst: 18 juni 2021 .[källa från Wikidata]
2. 1 2 3 4 5 6 7 8 9 10 11 12 13 14 15 16  Svensk Filmdatabas, Svenska Filminstitutet, läs online, läst: 19 juli 2022.[källa från Wikidata]
3. 1 2 3 4 5 6  Internet Movie Database, läs online, läst: 19 juli 2022.[källa från Wikidata]
4. ↑  ”Lejontämjaren”. Svensk filmdatabas. 7 februari 2003. Arkiverad från originalet den 2 oktober 2016. https://web.archive.org/web/20161002124535/http://www.sfi.se/sv/svensk-filmdatabas/Item/?itemid=50895&type=MOVIE&iv=Basic. Läst 30 september 2016.
5. ↑  ”Lejontämjaren”. Svensk filmdatabas. 10 mars 2001. http://www.sfi.se/sv/svensk-filmdatabas/Item/?itemid=50895&type=MOVIE&iv=RecordingPlace. Läst 30 september 2016.
6. ↑  ”Lejontämjaren”. Svensk filmdatabas. 26 november 2003. http://www.sfi.se/sv/svensk-filmdatabas/Item/?itemid=50895&type=MOVIE&iv=Shows. Läst 30 september 2016.
7. ↑  ”Lejontämjaren”. Svensk mediedatabas. 10 mars 2003. http://smdb.kb.se/catalog/id/001367702. Läst 30 september 2016.